# Portable Airport
Portable Airport (ポータブル空港?, Portable Kuukou) è un EP del duo di musica elettronica giapponese Capsule, pubblicato il 19 maggio 2004.
Il singolo omonimo ha funzionato da apripista per l'album del quale fa parte, S.F. Sound Furniture, distribuito il 9 giugno 2004.

## Videoclip
Il video del singolo Portable Airport è stato realizzato con la collaborazione dello Studio Kajino e della regia di Yoshiyuki Momose.
È il primo dei tre videoclip d'animazione realizzati per i Capsule, nati dalla collaborazione dei musicisti con lo Studio Kajino e Momose.
Gli altri due saranno Space station No. 9, dall'album Nexus-2060, e Flying City Plan, dall'album L.D.K. Lounge Designers Killer.

## Tracce
1. Portable Airport - 5:08
2. Uchuu Elevator feat. EeL - 4:06
3. Ocean Blue Sky Orange - 4:20
4. Super Scooter Happy feat. Furukawa Chinatsu - 5:56